# قناة سفن برلين شبانداو
قناة سفن برلين شبانداو (بالألمانية: Berlin-Spandauer Schifffahrtskanal)، هي قناة في برلين، ألمانيا. بنيت بين 1848 و1859 وفقًا لخطة أنشأها بيتر جوزيف ليني، وكان يُعرف سابقًا باسم قناة هوهينزوليرن أو هوهينزولرنكانال.
يبلغ طول القناة 12.2 كيلومتر (7.6 ميل) و تربط نهر هافل شمال شبانداو بنهر شيفر بالقرب من محطة السكك الحديدية المركزية في برلين. نظرًا لانضمامه إلى نهر هافيل في أعلى النهر لقفل النهر في شبانداو، فإنه يوفر مسارًا مباشرًا أكثر من نهر سبري إلى قناة أودر-هافل.

## معرض الصور

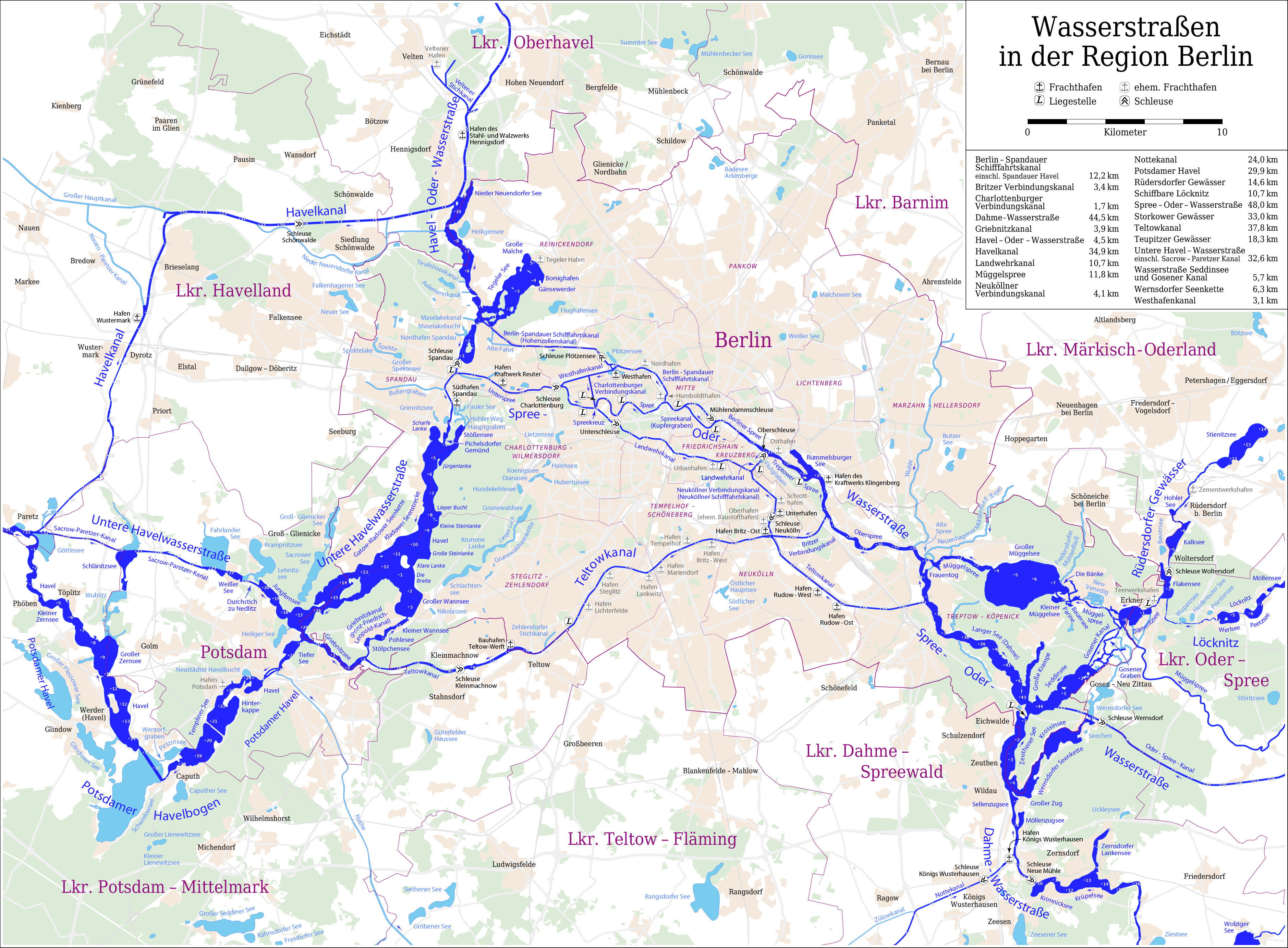
خريطة للممرات المائية في منطقة برلين
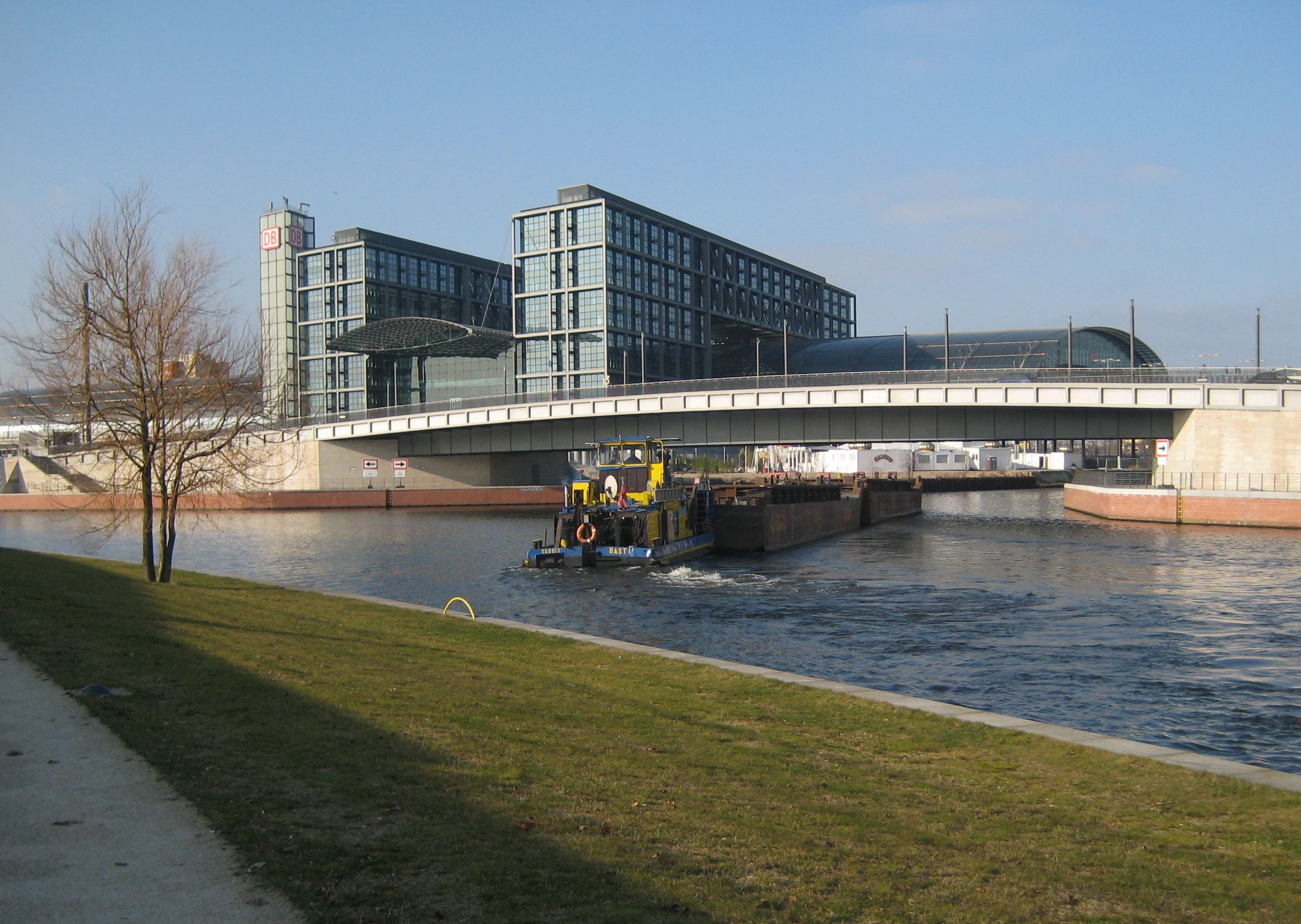
البارجة تدخل القناة من نهر سبري بجانب Hauptbahnhof الجديد